# Бейнеу (некрополь)
Бейнеу — погребально-культовый комплекс памятников XVI века, на территории Мангыстауской области Казахстана.

## География
Находится в 17 км к югу от посёлка Бейнеу, на древнем караванном пути через реки Эмба и Сагыз в Сарайчик. Исследован археологом Т. Жанысбековым. Разделён на 3 части двумя глубокими оврагами. Содержит свыше 800 объектов. Древняя часть расположена на западном участке, поздняя — на площадке высокого мыса, образованного крутыми склонами двух оврагов. 

## Описание
Памятники выполнены в традиционной для Каспийского ареала формах и композициях: купол, однокамерные мавзолеи, саганатамы и многочисленные малые архитектурно-декоративные формы в виде кулпытасов, койтасов и другие. Здесь же вырублена одна из подземных мечетей Бекет-Ата. Около 50 памятников, среди которых 3 купольных мавзолея, 5 саганатамов и более 40 малых форм имеют художественную ценность. Однокамерные купольные мавзолеи выполнены из плит и блоков пиленого известняка. На северо-восточном участке древней части некрополя находятся 4 койтаса, отличающиеся богатством декоративных элементов.